# Andul
Andul è una suddivisione dell'India, classificata come census town, di 5.677 abitanti, situata nel distretto di Howrah, nello stato federato del Bengala Occidentale. In base al numero di abitanti la città rientra nella classe V (da 5.000 a 9.999 persone).

## Geografia fisica
La città è situata a 22° 34' 53 N e 88° 14' 13 E.

## Società

### Evoluzione demografica
Al censimento del 2001 la popolazione di Andul assommava a 5.677 persone, delle quali 2.916 maschi e 2.761 femmine. I bambini di età inferiore o uguale ai sei anni assommavano a 352, dei quali 188 maschi e 164 femmine. Infine, coloro che erano in grado di saper almeno leggere e scrivere erano 4.920, dei quali 2.595 maschi e 2.325 femmine.